# 팬아메리칸 월드 항공
팬 아메리칸 월드 항공(영어: Pan American World Airways)은 1927년에 설립되어 운영 적자로 1991년에 파산한 미국의 항공사로, 팬 암(영어: Pan Am)이라는 약칭으로 알려져 있다.
1930년대부터 남아메리카와 아시아 지역 항로를 중심으로 발전해왔으며, 전성기인 1960년대에 세계 최고의 항공사와 미국의 상징으로써 군림했으나 계속되는 사고와 반미주의 성격을 가진 테러는 물론, 그리고 1970년대의 오일쇼크로 인해 경영난을 겪은 후 파산했다. 보잉 747-100 항공기를 최초로 발주한 항공사로 "클리퍼"라고도 불리는 팬암의 항공기들은 미국만 아니라 서구권 항공산업의 상징이었으며 선진적이고 혁신적인 기내서비스로 인정받았다. 1991년에 팬아메리칸 월드 항공이 파산한 이후 모든 노선이 델타 항공과 유나이티드 항공에 의해 나뉘어 졌으며 이 두 항공사는 팬암의 항로를 나눠 인수했다. 이후에 1996년과 1998년에 다른 회사에서 팬암의 이름으로 서비스를 재개하였지만 모두 성공적이지 못했다.

## 역사

### 초창기(1929년 ~ 1940년대)
1929년 테리 트립에 의해 설립된 팬암은 미국 플로리다주 키 웨스트에서 쿠바의 아바나까지 우편배달 비행으로 시작되어 1929년 1월 16일 처음으로 여객비행을 실시했다. 트리페는 미국 정가를 대상으로 로비하여 남미에서의 미국 우편배달을 독점할 수 있었으며 이를 바탕으로 성장하기 시작했다. 찰스 린드버그가 남미에서 팬암의 시험비행이나 교섭을 도와준 것도 이 무렵이다.
1930년 뉴욕-리우데자네이루-부에노스 아이레스간 국제선 항로의 개설권을 따내었으며, 그것을 바탕으로 남아메리카 전역으로 서비스를 확장하였다. S-40 항공기를 도입하여 "클리퍼"라고 이름붙이기 시작했으며 영국 항공사들과 경쟁을 피해 대서양 대신 태평양 항로를 개설하기 시작했다.
1935년 11월 22일 샌프란시스코를 출발, 하와이 제도, 미드웨이 제도, 웨이크섬, 괌을 거쳐 마닐라에 이르는 환태평양 비행을 최초로 이루어냈으며 이듬해 홍콩에 이르는 항로를 완성하였다. 1939년 뉴욕에서 마르세유에 이르는 최초의 환대서양 비행에 성공했고, 1941년 세계 최초로 지구를 일주하였다.
제2차 세계 대전 동안 팬아메리칸 월드 항공의 항공기들 중 대부분은 전쟁물자, 우편, 병사, 그리고 외교관 등을 유럽으로 나르는데 일조하였고, 루스벨트 대통령은 역대 미국 대통령 중 최초로 비행기를 타고 외국순방을 한 대통령이 되기도 했다.

### 전후시기(1950년대 ~ 1960년대)
전쟁 이후 팬암은 발전된 프로펠러 항공기들로 유럽 대부분의 도시들로 무기착 횡단이 가능해졌고, DC-6기나 DC-7 항공기에 최초로 "레인보우 서비스"를 도입하였는데, 이는 현재 이코노미석의 전신이다. 1954년 보잉 707 항공기의 도입으로 제트엔진 항공기의 시대를 열었으며, 1958년 뉴욕부터 파리까지 보잉 707의 처녀비행을 이루어 냈다. 1960년대까지 팬암은 137대의 보잉 707 항공기와 25대의 보잉 727 항공기를 운용했는데, 보잉 707은 주로 환태평양과 대서양 항로에 쓰였고 보잉 727은 남아메리카 노선이나 국내선에 쓰였다. 그 중 보잉 727 항공기는 서베를린 공수작전에 쓰이기도 했다.

### 전성기 (1960년대 후반 ~ 1970년대)
1970년 팬암은 최초로 보잉 747 항공기를 도입하였으며 이를 뉴욕에서 런던 히드로 공항 비행에 최초로 사용하였다. 곧 팬암은 보잉 747 항공기를 대량으로 구입 하면서 남극을 제외한 지구 상의 모든 대륙으로 운항을 하는 등 미국 정부를 등에 업고 전 세계에서 가장 성공적인 항공사로 거듭났다. 팬암의 기내 서비스 역시 세계 최정상급이었으며, 이로 인해 직업적인 미소를 뜻하는 "팬암 미소(Pan Am smile)"라는 신조어도 탄생했다.
전 세계를 통틀어 가장 방대한 국제선 시스템을 구축한 팬암이었지만, 미국 국내선 시장에서는 많이 약했고, 이를 보강하기 위해 국내선을 기반으로 한 내셔널 항공을 인수하였다. 그러나 사용하는 항공기의 기종 차이, 엔진 등 부품의 차이, 그리고 기반 공항의 차이 등으로 오히려 팬암의 부담만 가중시켰으며, 때 맞춰 일어난 유류 파동과 동시에 미국 정부의 규제 완화로 인해 팬암은 기울기 시작했다.
1977년 3월 27일 스페인령 카나리아 제도의 테네리페섬에서 일어난 팬암·KLM 충돌 사고로 583명이 사망했고, 61명이 부상당하는 등 항공 역사상 가장 참혹한 사고로 기록되었으며, 이 사고로 인해 팬암의 신뢰성이 심각하게 위협되었다. 또한 유가족들의 소송 시비로 팬암의 재정 상황은 더 악화되었다.

### 침체기(1980년대 ~ 1991년)
1980년대는 팬암에 악몽과도 같은 순간이었다. 적자를 메우기 위해 1981년 본사 빌딩을 매각하고 1985년에는 유나이티드 항공에 태평양 항로 및 일본 이원권을 매각하는 등 재정 상황은 계속 악화되고 있었다. 설상가상으로 1986년의 팬암 73편이 파키스탄에서 테러를 당하고, 1988년 12월 21일 팬암 103편이 로커비 상공에서 테러 리스트의 폭탄 테러로 폭발하는 등 연속되는 사고와 테러 등으로 팬암은 벼랑 끝으로 내몰렸다.
결국 1991년 12월에 팬암은 공식적으로 파산했고, 델타 항공과 아메리칸 항공은 팬암의 항로들을 나눠 인수했으며, 기존 팬암이 가지고 있던 히드로 국제공항 노선권만 유나이티드 항공에 양도되었다.
1983년 6월 18일에는 록히드의 L-1011 기종을 투입해 김포 - 나리타 연결 노선을 개설, 나리타 환승으로 뉴욕(JFK), LA, 호놀룰루, 샌프란시스코로 운항했으며, 이후에는 워싱턴 D.C. 노선도 연결편으로 추가했다. 하지만 1985년 말 태평양 횡단 노선을 유나이티드 항공에 매각함에 따라 1986년에 철수하였다.

## 운항 노선
- 1991년 파산까지 팬아메리칸 월드 항공의 운항 노선은 다음과 같다.

## 자회사

### 팬아메리칸 익스프레스

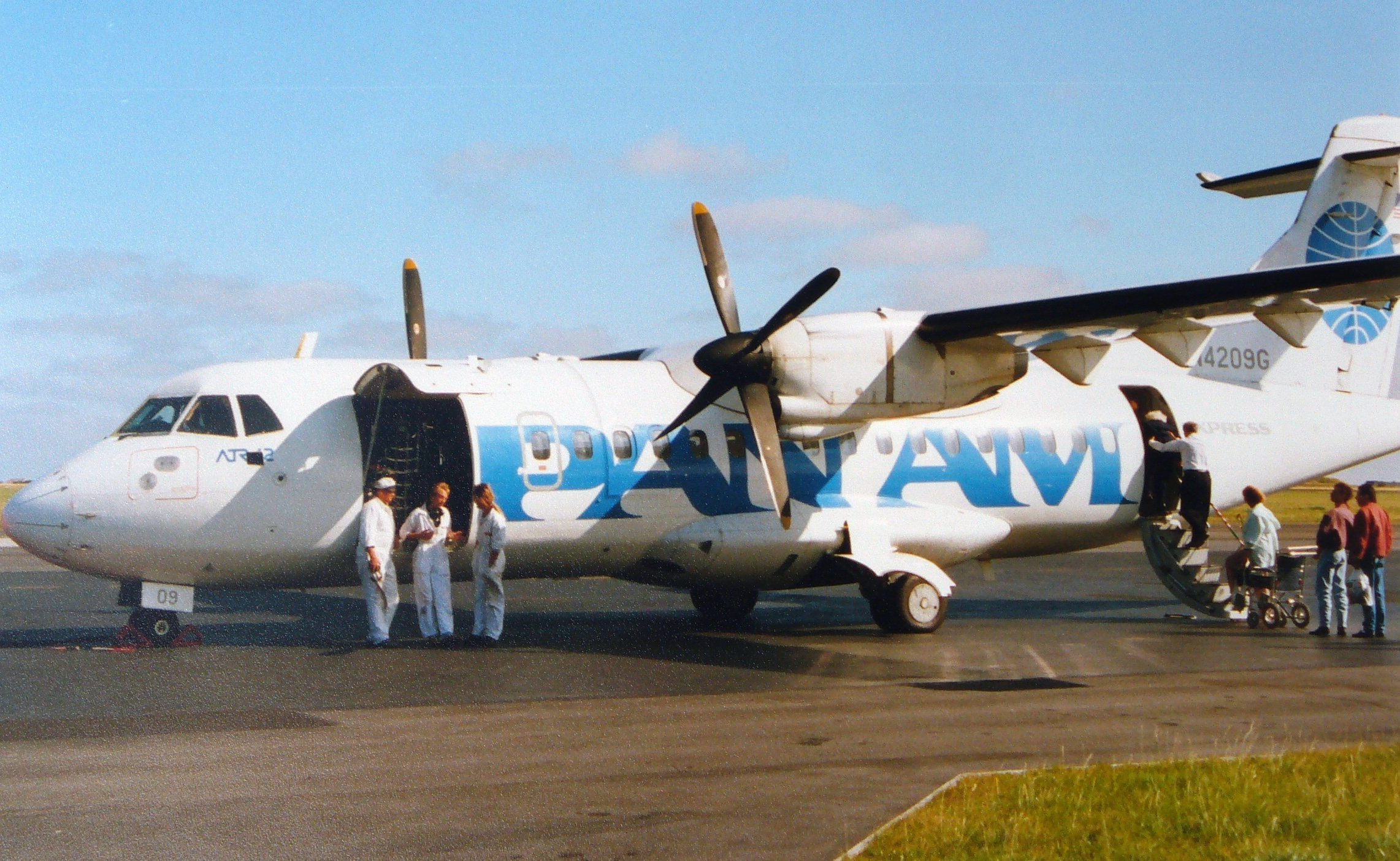
팬아메리칸 익스프레스의 ATR 42-300 (퇴역)

- 팬아메리칸 익스프레스(영어: Pan Am Express)는 1987년부터 1991년까지 존재했던 지역 항공사의 상품이다. 팬아메리칸 월드 항공과 환승을 위해 지역 항공사가 운항하였던 명칭 상표로, 팬아메리칸 월드 항공 편명으로 팬아메리칸 항공의 허브 공항과 지방 공항의 노선을 소형 항공기로 운항했다.

## 사건 및 사고
- 팬아메리칸 항공 73편 납치 사건
- 팬아메리칸 항공 816편
- 팬아메리칸 항공 103편 폭파사건
- 테네리페 공항 참사
- 팬아메리칸 항공 914편
- 팬아메리칸 항공 5678편
- 팬아메리칸 항공 759편 추락사고

## 갤러리

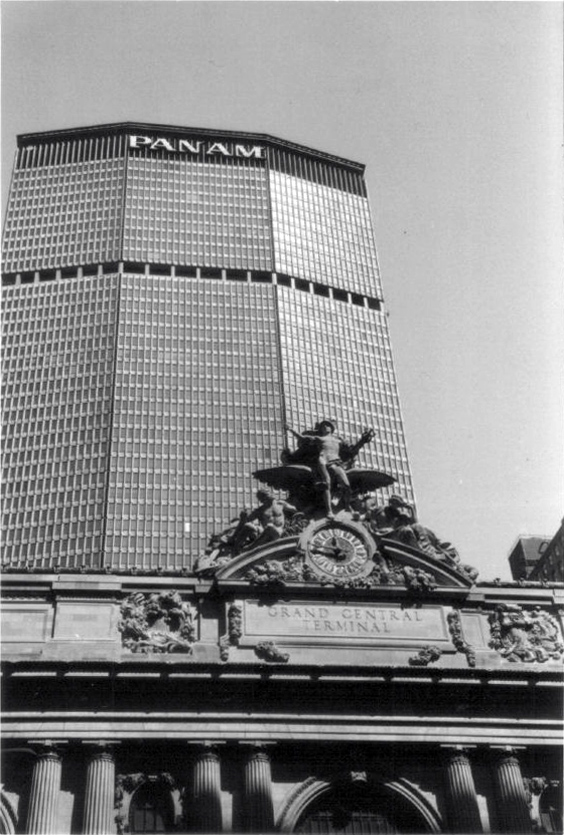
팬아메리칸 월드 항공 본사
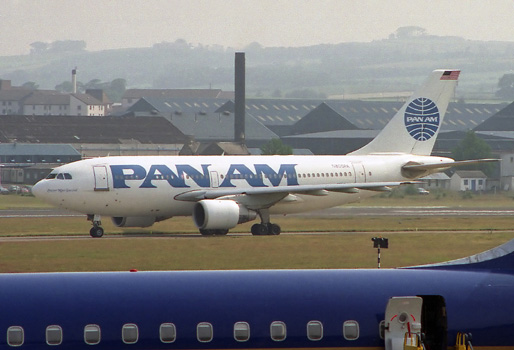
팬아메리칸 월드 항공의 에어버스 A310-200 (퇴역)
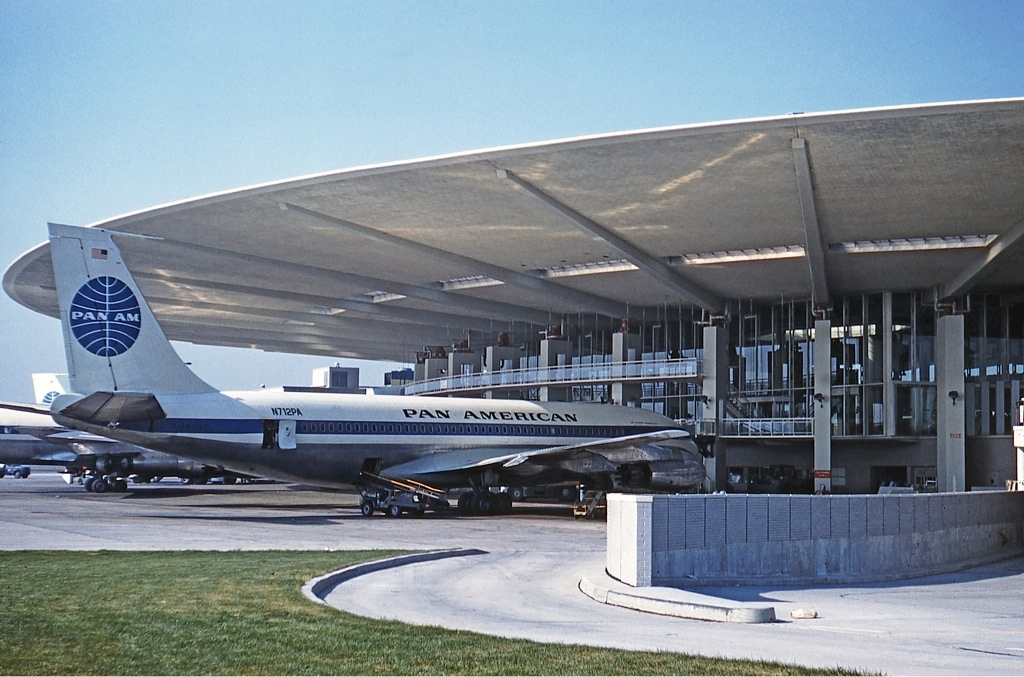
팬아메리칸 월드 항공의 보잉 707-100 (퇴역)
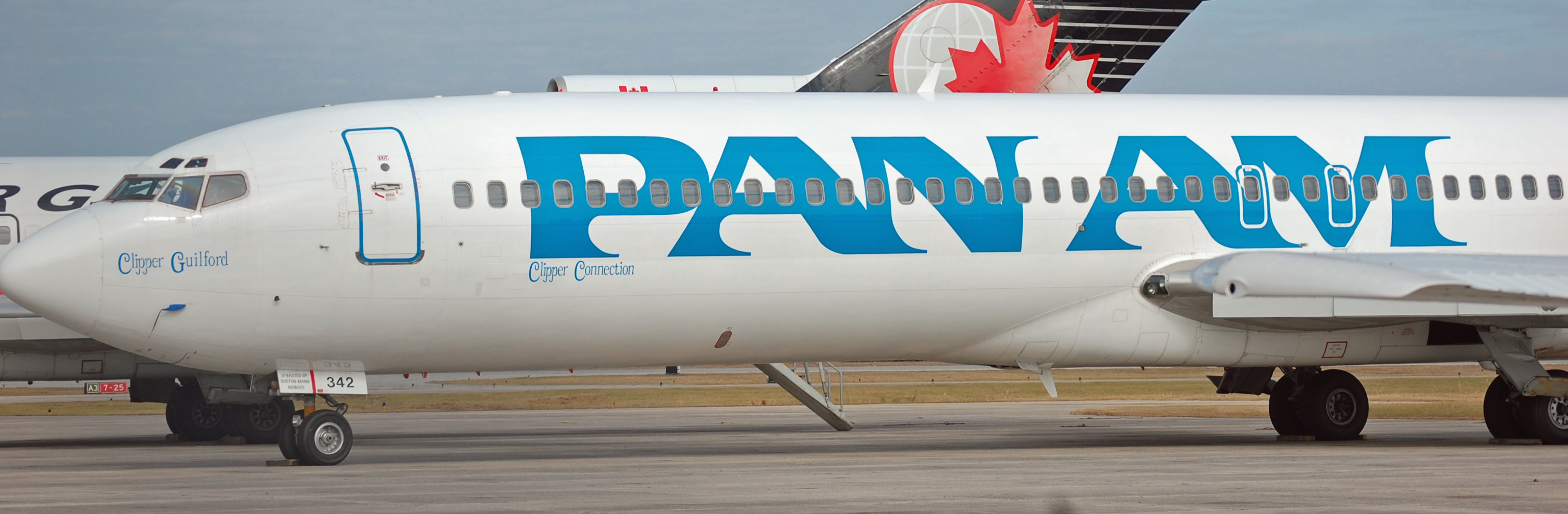
팬아메리칸 월드 항공의 보잉 727-200 (퇴역)
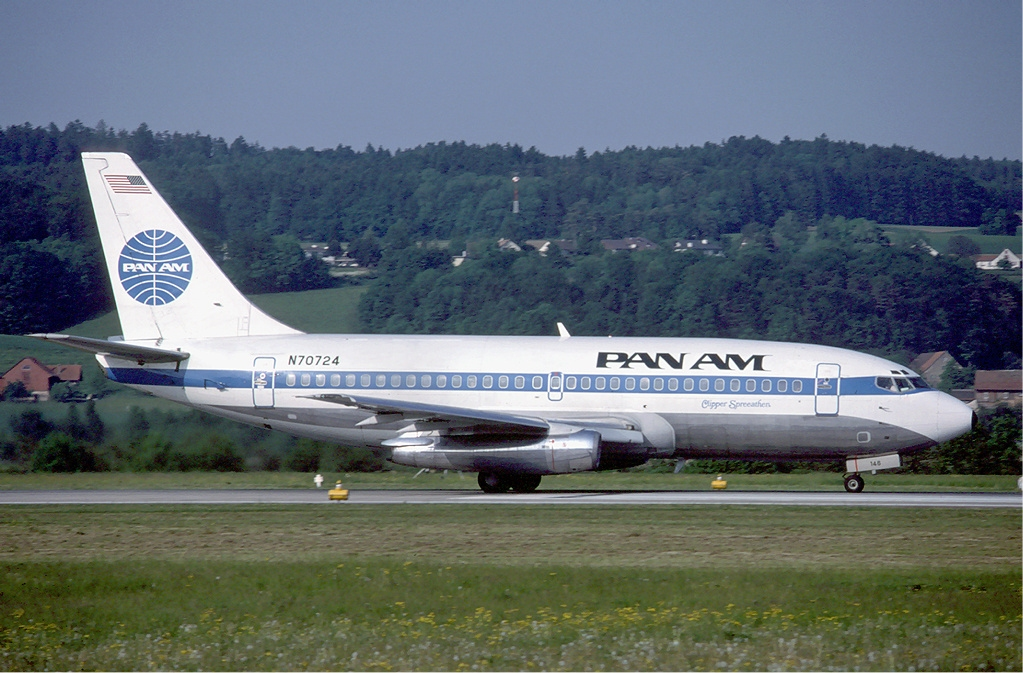
팬아메리칸 월드 항공의 보잉 737-200 (퇴역)
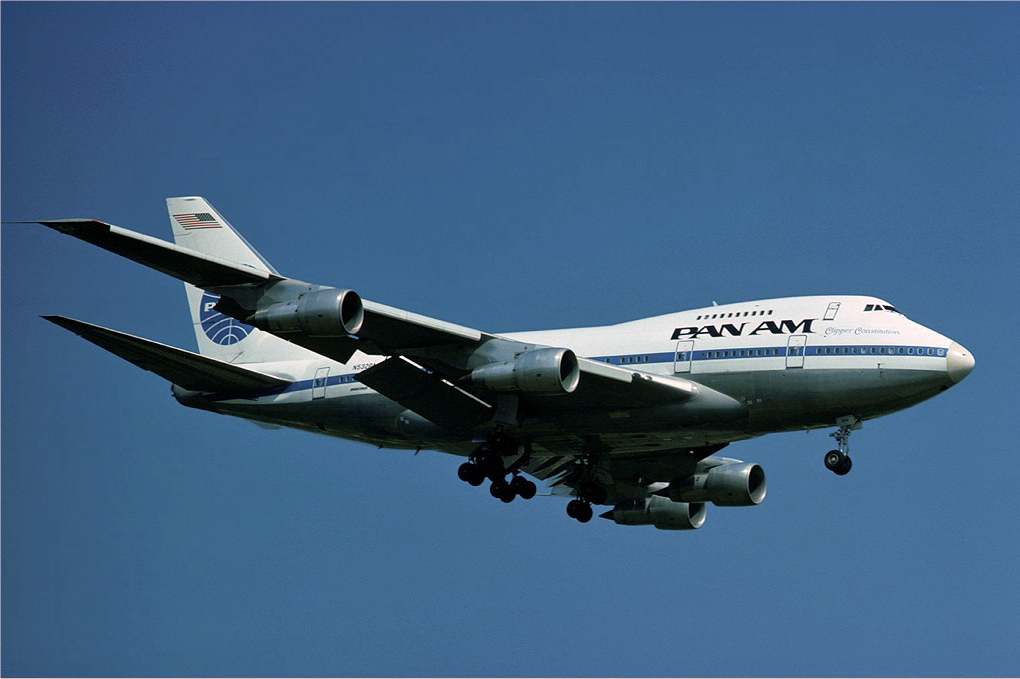
팬아메리칸 월드 항공의 보잉 747SP (퇴역)
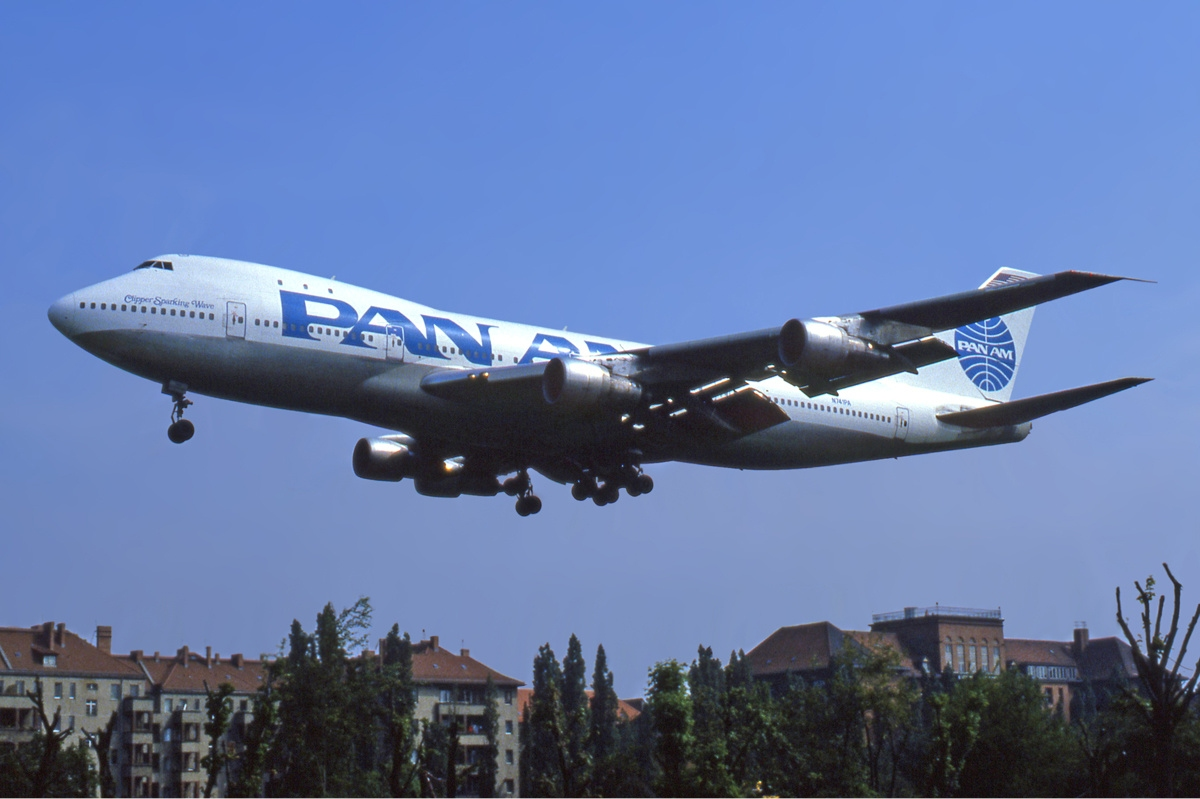
팬아메리칸 월드 항공의 보잉 747-100 (퇴역)